# Шуменська область
Шуменська область (болг. Област Шумен) — область в Північно-східному регіоні Болгарії.
| Болгарія | Це незавершена стаття з географії Болгарії. Ви можете допомогти проєкту, виправивши або дописавши її. |